# Virus de l'encéphalite équine de l'Ouest
Alphavirus western
Espèce
Synonymes
- Western equine encephalitis virus (ICTV, 1971)

 Mise en garde médicale
Le Virus de l'encéphalite équine de l'Ouest, Alphavirus western, est l'agent causal d’une maladie virale relativement rare l'encéphalite équine de l'Ouest (en anglais Western equine encephalitis ou WEE). Il s’agit d’une espèce de virus du genre Alphavirus de la famille des Togaviridae et également d’un arbovirus  (arthropodes borne virus) transmis par des moustiques des genres Culex  et Culiseta. On a répertorié au moins de 700 cas confirmés aux États-Unis depuis 1964.
Aux États-Unis le WEE est retrouvé principalement dans les  États situés à l’ouest du Mississippi. La maladie est également observée en Amérique du Sud. Le virus provoque généralement une infection infra-clinique, les infections symptomatiques sont rares. Cependant, la maladie peut causer des séquelles graves chez les nourrissons et les enfants. Contrairement à l’encéphalite équine de l'Est, la mortalité globale de la maladie est faible (environ 4 %) et survient essentiellement en cas d’infections atteignant des personnes âgées. Il n'existe aucun vaccin contre ce virus et aucun médicament aux États-Unis n’a l’autorisation de mise sur le marché pour traiter cette infection.

## Utilisation comme arme biologique
Le virus de l'encéphalite équine de l'Ouest était l'un des agents, parmi plus d'une douzaine d'autres, que les États-Unis avaient répertoriés comme armes biologiques potentielles avant que le pays ait suspendu son programme d'armes biologiques.

## Référence biologique
- (en) ICTV : Western equine encephalitis virus  (consulté le 28 février 2021)